# Friedrich Heinrich Wilhelm von Wagner
Friedrich Heinrich Wilhelm von Wagner (* 17. August 1748 in Ellrich; † 18. Juni 1819 in Königsberg) war ein deutscher Jurist und Kammerpräsident in Białystok.

## Leben
Wagner, Sohn des Hof- und Kammerfiskal in Ellrich Wilhelm Friedrich Wagner († nach 1774), besuchte nach anfänglicher Unterrichtung durch den Vater im elterlichen Hause die Ellricher Stadtschule sowie von 1762 bis 1765 die Klosterschule Donndorf. Nach nochmaligem Privatunterricht in Ellrich besuchte er seit 1768 die Universität Halle, um die Rechtswissenschaften zu studieren. Hier besuchte er u. a. die Vorlesungen der Professoren Carrach und Nettelbladt, bevor er 1770 nach Ellrich zurückkehrte.
1772 nahm er eine Stelle als Referendar an der Königsberger Kriegs- und Domänenkammer an. Nachdem er am 25. Juni 1774 das große Examen erfolgreich absolviert hatte, avancierte er am 30. Juni 1774 zum Kriegs- und Domänenrat in Königsberg. Seit 25. Juli 1792 war er zweiter und seit Juli 1796 erster Kammerdirektor in Gumbinnen. Am 5. Juni 1798 wurde Wagner gemeinsam mit seinem Onkel Anton Ludwig von Wagner in den preußischen Adelsstand gehoben. im Juni/Juli 1802 erhielt er die Berufung zum Präsidenten der Kriegs- und Domänenkammer Białystok. Nach dem Frieden von Tilsit und den damit verbundenen territorialen Veränderungen kehrte er 1812 nach Königsberg zurück, wo er als Pensionär verstarb.
Er vermählte sich mit Margarethe Schleemüller. Aus der Ehe ging Amalie Friederike Wilhelmine von Wagner († 1816) hervor, die 1801 Joachim Moritz von Schöning († nach 1830), Erbherrn auf Lübtow, heiratete.